# Pierphulia nysias
Pierphulia nysias es una especie de mariposa, de la familia de las piérides, que fue descrita originalmente con el nombre de Phulia nysias, por Weymer, en 1890, a partir de ejemplares procedentes de Bolivia.

## Distribución
Pierphulia nysias es endémica de Bolivia (región Neotropical).

## Plantas hospederas
No se conocen las plantas hospederas de P. nysias.